# Tore
Tore ist ein skandinavischer männlicher Vorname, der aus dem altnordischen Þórr (Thor) mit der Bedeutung Donner entstanden ist. Der Name kommt insbesondere in Norwegen und Schweden vor und ist oft auch eine verkürzte Schreibweise für Torbjörn.

## Varianten
Eine seltenere, alternative Schreibweise ist Thore bzw. Thoré; außerdem sind Ture/Thure Varianten von Tore.

## Namensträger

### Tore
- Tore Ahlsén (1906–1991), schwedischer Architekt
- Tore Aleksandersen (1968–2023), norwegischer Volleyballtrainer
- Tore Bjørseth Berdal (* 1988), norwegischer Skilangläufer
- Tore Bjonviken (* 1975), norwegischer Skilangläufer
- Tore Brunborg (* 1960), norwegischer Jazz-Saxophonist
- Tore Cervin (* 1950), schwedischer Fußballspieler
- Tore Edman (1904–1995), schwedischer Skispringer
- Tore Eikeland (1990–2011), norwegischer Politiker, Opfer des Massakers von Utøya
- Tore André Flo (* 1973), norwegischer Fußballspieler
- Tore Gjelsvik (1916–2006), norwegischer Geologe
- Tore Gudmundsson († 1214), Erzbischof in Nidaros
- Tore Andreas Gundersen (* 1986), norwegischer Fußballspieler
- Tore Hagebakken (* 1961), norwegischer Politiker und Journalist
- Tore Hansen (* 1978), norwegischer Fußballschiedsrichter
- Tore Hedwall (1945–2020), schwedischer Eishockeytrainer
- Tore Elias Hoel (* 1953), norwegischer Schriftsteller
- Tore Ruud Hofstad (* 1979), norwegischer Skilangläufer
- Tore Holm (1896–1977), schwedischer Segler
- Tore Keller (1905–1988), schwedischer Fußballspieler
- Tore Lokoloko (1930–2013), papua-neuguineischer Politiker
- Tore Meinecke (* 1967), deutscher Tennisspieler
- Tore Moren, norwegischer Musiker
- Tore Pedersen (* 1969), norwegischer Fußballspieler
- Tore Reginiussen (* 1986), norwegischer Fußballspieler
- Tore Renberg (* 1972), norwegischer Schriftsteller und Musiker
- Tore Sagvolden (* 1959), norwegischer Orientierungsläufer
- Tore Sandvik (* 1972), norwegischer Orientierungsläufer
- Tore Sjöstrand (1921–2011), schwedischer Hindernisläufer und Olympiasieger
- Tore Sneli (* 1980), norwegischer Skispringer
- Tore Storehaug (* 1992), norwegischer Politiker
- Tore Svensson (1927–2002), schwedischer Fußballtorwart
- Tore Tønne (1948–2002), norwegischer Manager und Politiker
- Tore Den Trøndske († 1230), norwegischer Erzbischof
- Tore Vikingstad (* 1975), norwegischer Eishockeyspieler
- Tore Ylwizaker (1970–2024), norwegischer Musiker

Zweitname
- Bjørn Tore Godal (* 1945), norwegischer Politiker und Diplomat
- Knut Tore Apeland (* 1968), norwegischer Nordischer Kombinierer

### Thore
- Thore Ehrling (1912–1994), schwedischer Jazztrompeter und Komponist
- Thore Enochsson (1908–1993), schwedischer Marathonläufer
- Thore Güldner (* 1995), deutscher Politiker
- Thore Gustaf Halle (1884–1964), schwedischer Paläobotaniker und Geologe
- Thore D. Hansen (* 1969), deutscher Journalist und Schriftsteller
- Thore Jacobsen (* 1997), deutscher Fußballspieler
- Thore Jederby (1913–1984), schwedischer Jazzmusiker (Kontrabass)
- Thore Lüthje (* 1993), deutscher Schauspieler
- Thore Robert Bob Nystrom (* 1952), kanadischer Eishockeyspieler
- Thore Perske (* 1999), deutscher Schachspieler
- Thore Schölermann (* 1984), deutscher Schauspieler
- Thore Swanerud (1919–1988), schwedischer Jazzmusiker (Piano, Vibraphon, Komposition)

Zweitname
- Nils Thore Borgen (* 1952), norwegischer Dansband-Sänger